# Revista del Centre de Lectura

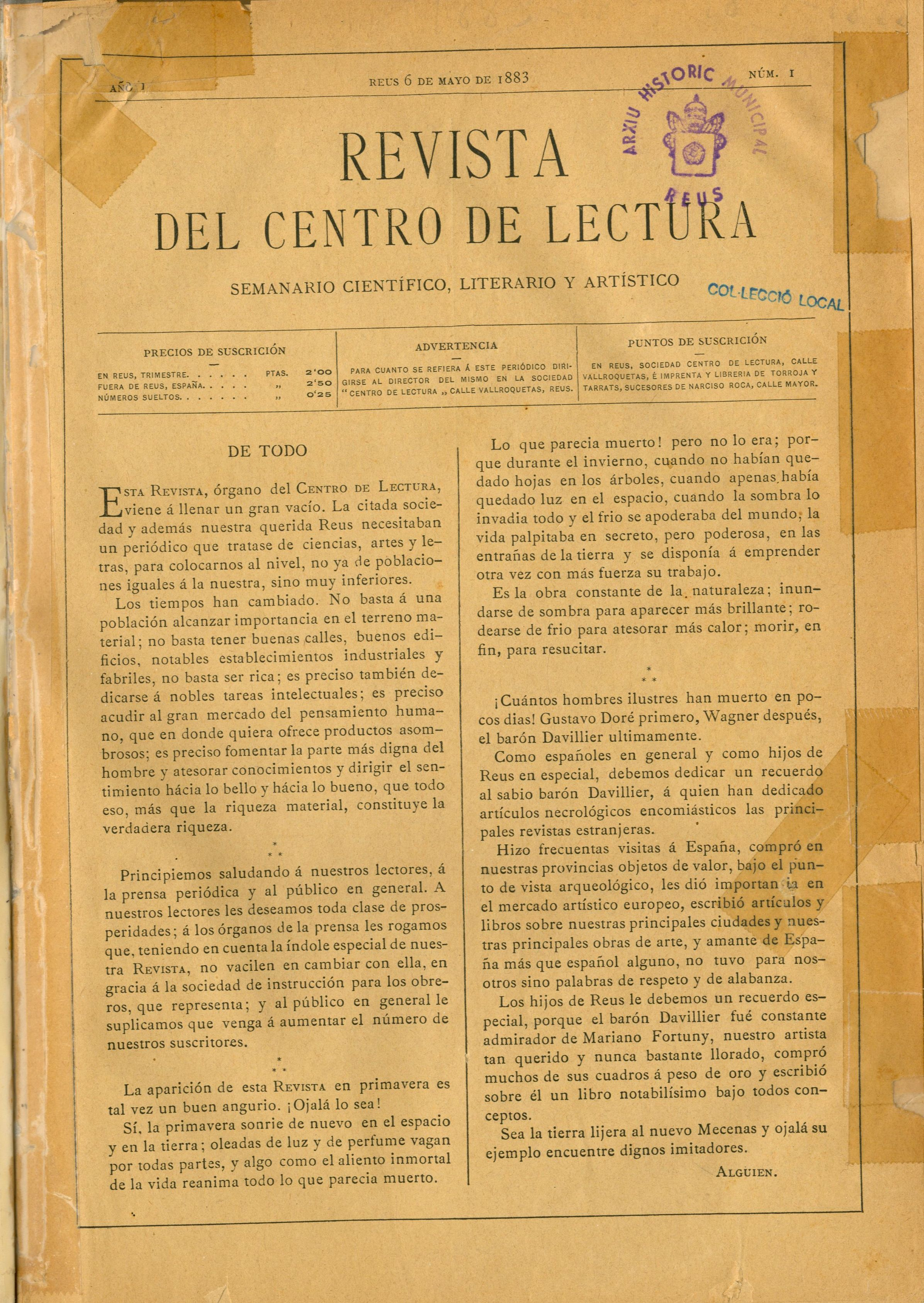
Revista del Centro de Lectura 1883

La Revista del Centre de Lectura és una publicació del Centre de Lectura de Reus apareguda el 1883. El seu contingut, digitalitzat, és de lliure accés. Actualment la revista es publica només en format digital.

## Història

### Primera època
La Junta del Centre de Lectura, sota la presidència de Casimir Grau Company, decidí impulsar una nova època de la publicació de l'entitat i per començar va canviar el nom, que, d'Eco del Centro de Lectura, la publicació anterior, passà a Revista del Centro de Lectura. La direcció la portava Josep Martí Folguera, que cobrava un sou per fer-ho. Portava per subtítol "semanario científico, literario y artístico". Tenia vuit pàgines i s'imprimia a la Impremta de Torroja i Tarrats. A l'editorial de presentació del número 1 (6 de maig de 1883), diu que parlarà de les ciències, les lletres i les arts. Però aquesta primera època és més aviat de contingut pobre. Potser el número més interessant és el 14, del mes d'agost de 1883, un monogràfic dedicat a l'aniversari de la mort de Joaquim Maria Bartrina. També tenen interès els articles de Martí Folguera sobre llengua catalana (16-XII-1883), Pere Mata (30-XII-1883) i Santes Creus (24-II-1884).
L'últim número d'aquesta primera època va ser el 17 del segon any, de l'abril de 1884. Va ser continuada per l'Eco del Centro de Lectura cinquena època.

### Segona època
El primer número de la segona època de la revista va sortir l'1 de març de 1901, imprès a Gráficas Ferrando, quan era director de l'entitat Antoni Serra i Pàmies. Portava com a subtítol "quincenario cinentífico, literario y artístico". El director era Antoni Pascual i Cugat i el redactor en cap Pere Cavallé. Hi participaven Antoni Porta i Pallissé, Antoni Aluja, Domènec Sugrañes, Pere Caselles, Joaquim Borràs i de March, i, cosa que va donar coherència a la revista, la majoria d'integrants del Grup modernista de Reus, ja que Pere Cavallé, que formava part del Grup, els facilità la col·laboració. Així trobem articles de Josep Aladern, Joan Puig i Ferreter, J. Anguera i Bassedes, Miquel Ventura, Plàcid Vidal, Xavier Gambús, Francesc Cubells i Florentí, Ramon Suriñach Senties, Ròmul Salleres, Josep Recasens i Mercadé… La Revista va publicar diversos números monogràfics profusament il·lustrats: a Víctor Balaguer (núm. 5) Hortensi Güell (núm. 36), Baldomer Galofre (núm. 37), Josep Llovera (núm. 42). Apareix també el treball de l'historiador i periodista Francesc Gras i Elies sobre el periodisme reusenc que després recollirà en un llibre. El darrer número és el 79, del 15 de setembre de 1904. Com diu Antoni Veciana, "El Centre de Lectura, cedint espai al Grup Modernista de Reus, va aconseguir una de les millors Revistes de la seva història amb col·laboradors d'autèntic luxe per les aspiracions a què podia aspirar aquella humil i alhora excel·lent publicació. El caràcter que van donar els modernistes a la Revista devia ser vital per a la seva supervivència durant tres anys i mig, un autèntic rècord per les efímeres revistes de l'època".
El Centre de Lectura va treure com a continuació de la Revista la publicació Ars: revista del Centro de Lectura.

### Tercera època

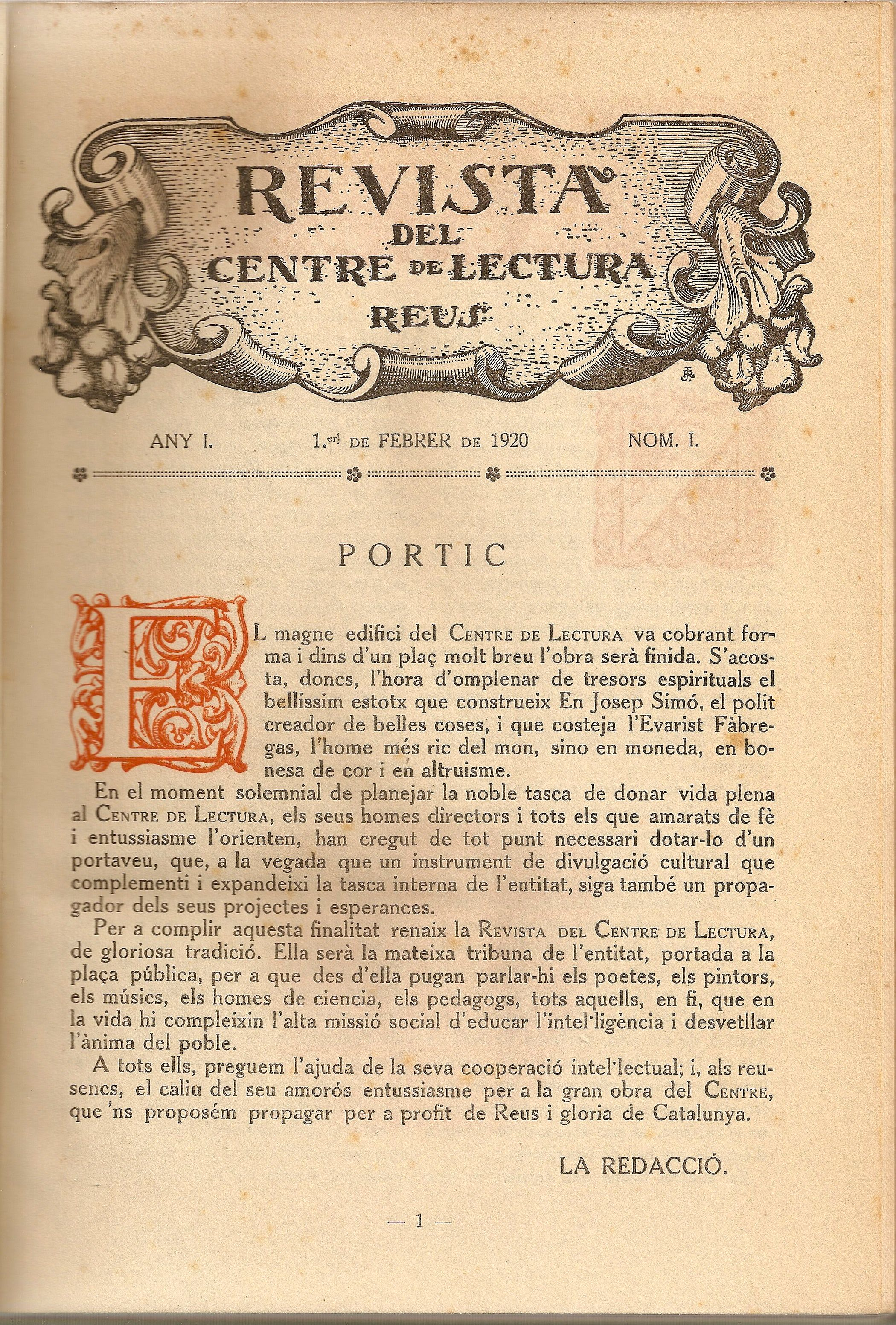
Revista del Centre de Lectura, 1920

El primer de febrer de 1920, després de nou anys de la desaparició d'Athenaeum, revista que havia substituït a Ars, i en el procés de renovació de la seu social del Centre de Lectura i de l'activitat de l'entitat, va tornar a sortir la Revista. La mateixa publicació diu: «Serà la […] tribuna de l'entitat, portada a la plaça pública, per a que des d'ella pugan parlar-hi els poetes, els pintors, els músics, els homes de ciència, els pedagogs, tots aquells, en fi, que en la vida hi compleixin l'alta missió social d'educar la intel·ligència i desvetllar l'ànima del poble». La Revista s'escrivia totalment en català. Aquesta tercera època va tenir un alt nivell literari i científic.
Pere Cavallé, president de l'entitat, organitzà la sortida de la Revista. Hi participaven persones d'anteriors etapes: Antoni Porta i Pallissé, Ramon Casals i Vernis, Josep Martí Folguera, Antoni Rius i Miró, Jaume Sardà i Ferran, Eduard Toda, Josep Caixés Gilabert, Pere A. Savé, Francesc Cubells i Florentí, i del Grup modernista: Miquel Ventura, Plàcid Vidal, etc. La il·lustraven artistes locals, com Tomàs Bergadà i Joaquim Biosca, i hi participaven escriptors coneguts de fora de Reus, com Ignasi Iglésias, Ventura Gassol, Ambrosi Carrión, Miquel de Palol, pedagogs com Modest Bargalló, enòlegs com Claudi Oliveras, historiadors de l'art com Josep F. Ràfols, fotògrafs com Manuel Cuadrada; va ser significativa la presència dels autors noucentistes i avantguardistes reusencs (Josep Iglésies, Josep M. Prous i Vila, Jaume Roig, Joaquim Santasusagna, Bonaventura Vallespinosa, Salvador Vilaseca, Josep Miquel i Pàmies, Eladi Bergadà, Josep Serra i Pàmies), que des d'un principi van intervenir en la redacció i composició de la publicació, i un llarg etcètera de persones significades en el món cultural català que publicaren durant els 14 anys en què s'edità la Revista.
Aquesta etapa va ser fructífera, hi va ser present Miquel Ventura, amb textos sobre la Colla de ca l'Aladern, Plàcid Vidal, amb els primers apunts de la seva obra Els Singulars anecdòtics, Salvador Vilaseca, primer amb textos de geologia i després d'arqueologia, Pere Cavallé, amb textos de crítica literària i amb produccions pròpies, Francesc Blasi i Vallespinosa, amb descripcions de viatges i fotografies, Antoni Rovira i Virgili, amb qüestions històriques i polítiques, Josep Recasens i Mercadé, amb temes socials, Cèsar Ferrater, amb crítiques d'art, i escriptors reusencs i de fora, com ara Eduard Toda, Alexandre Frías, Joan Amades, Pau Font de Rubinat, Prudenci Bertrana, Francesc Maspons i Anglasell, Joan Serra i Vilaró, Emili Mira, Pere Aldavert, Carles Fages de Climent, Alexandre Galí, Josep M. López-Picó, Rossend Llates, Artur Masriera, Narcís Oller, Joan Salvat-Papasseit.
La Revista va publicar unes interessants «Converses sobre temes d'interès local», el 1931, després recollides en llibre, que van ser un revulsiu en la forma de fer política a Reus, ja que el debat sobre política i actuació municipal es va obrir a la ciutadania, i a final de 1933 «La Renaixença literària a Catalunya i l'aportació dels reusencs», publicada després també com a llibre, on es feia una anàlisi dels escriptors reusencs al llarg de la història, i que va ser la base de l'assaig de Joaquim Santasusagna Reus i els reusencs en el renaixement de Catalunya fins al 1900, publicat l'any 1949.
La tercera època es va acabar el 1934.

### Quarta època i posteriors
El 1952, després de la reobertura del Centre de Lectura el 1948, va tornar a sortir la Revista, "quarta època", amb la censura imposant-se als continguts. Algun col·laborador de l'època anterior que no s'havia exiliat, com el doctor Lluís Grau Barberà, o Bonaventura Vallespinosa, hi col·laboraren. També reusencs com Antoni Pedrol Rius, Josep Banús i Sans, J. M. Vidal i Pallejà o Lluïsa Vilaseca. S'hi incorporà Joan Amades, per amistat amb el president del Centre d'aquella època, Enric Aguadé Parés, i també els metges rapitencs Joan Massot Gimeno i el seu germà Romà. Al llarg dels anys hi van escriure també Xavier Amorós, Antoni Correig, Ramon Ferran, Joaquim Mallafrè, Ramon Amigó, Bonaventura Vallespinosa, Salvador Vilaseca, Josep M. Arnavat, Celestí Martí, i altres intel·lectuals que van trobar la seva possibilitat d'expressió en aquesta revista. A partir de mitjans de 1969 la revista en va catalanitzar el contingut. Als anys setanta s'hi incorporen les noves generacions, Josep Murgades, Antoni Nomen, Pere Anguera, Robert Vallverdú, Joan Cavallé, Ramon Gomis. La quarta època va durar fins al 1978.
El 1987 va iniciar-se la cinquena època, amb un desig de dinamitzar la vida social i cultural del Centre de Lectura, presidit llavors per Josep M. Balañá. Hi participaven els que van formar part del final de l'última etapa anterior. La cinquena època va finalitzar el 1993. El 1994 va iniciar-se una sisena època, quan el Centre de Lectura va aconseguir la restauració del Teatre Bartrina. Aquesta època es va acabar el juny del 2001. La setena època, iniciada el 2002, amb l'impuls de l'historiador Pere Anguera que llavors era president de l'entitat (del 2000 al 2007), i dirigida per Montserrat Corretger, va voler recuperar la qualitat d'èpoques anteriors. Va tancar-se el 2006. El 2010, amb la presidència de Jordi Agràs, va sortir la vuitena època, que va acabar-se el primer trimestre de 2011. Sota la presidència de Xavier Filella, va començar a sortir en format digital.